# Kamareh Gareh
Kamareh Gareh (en persan : كمره گره) est un village de la province de Kermanshah en Iran. Lors du recensement de 2006, sa population était de 703 habitants pour 165 familles.